# La Chapelle-sous-Brancion
La Chapelle-sous-Brancion – miejscowość i gmina we Francji, w regionie Burgundia-Franche-Comté, w departamencie Saona i Loara.
Według danych na rok 1990 gminę zamieszkiwało 149 osób, a gęstość zaludnienia wynosiła 15 osób/km² (wśród 2044 gmin Burgundii La Chapelle-sous-Brancion plasuje się na 762. miejscu pod względem liczby ludności, natomiast pod względem powierzchni na miejscu 935.).